# Tearaway
Tearaway (в России официально издаётся под названием «Сорванец») — компьютерная игра, сочетающая в себе элементы платформера и action-adventure, созданная Media Molecule, и изданная Sony Computer Entertainment эксклюзивно для PlayStation Vita в 2013 году. Игра была анонсирована на выставке Gamescom 15 августа 2012 года. Игра вдохновлена бумажным моделированием и рисунками Рекса Кроула.
У игры есть ремейк — Tearaway Unfolded, вышедший 8 сентября 2015 года на PlayStation 4.

## Игровой процесс
Tearaway является платформером от третьего лица, который использует большинство функций PlayStation Vita. Главным героем игры является бумажный посланник Йота (англ. Iota) или Атой (англ. Atoi), если игрок предпочтёт женского персонажа, при этом игра ломает четвёртую стену и игрок сам принимает в ней участие, взирая на мир из местного солнца с помощью фронтальной камеры PlayStation Vita. Персонажи замечают игрока, но обычно обращаются к нему не напрямую, а передают сообщение через главного героя. Игрок помогает своему персонажу продвигаться по миру разглаживая или скручивая бумагу используя сенсорный экран, вызывая ветер используя микрофон, меняя гравитацию используя гироскопы, помогая справится с врагами просовывая свои пальцы в мир игры используя заднюю сенсорную панель. Задняя камера используется для переноса текстуры из реального мира в игру. Игрок может кастомизировать своего персонажа, в том числе рисуя фигуры пальцем на экране. При этом в основе игрового процесса лежит именно трёхмерный платформинг, новые механики которого открываются в ходе сюжета.

## Сюжет
Tearaway игра про посланника, который должен доставить игроку послание. Посланник пробирается по миру, решает загадки и помогает другим персонажам.

## Разработка

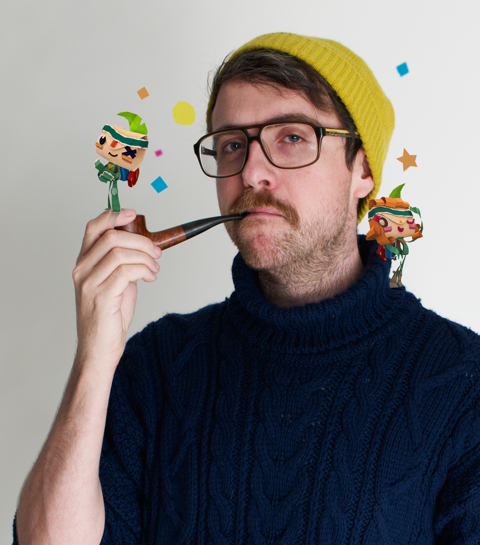
Рекс Кроул, геймдизайнер и художник Tearaway.

После пяти лет работы над LittleBigPlanet студии хотелось заняться проектом иного рода. Вдохновением для игры стали бумажные фигурки на столе художника Рекса Кроула. Множество элементов игрового процесса были придуманы после экспериментов студии с прототипом PlayStation Vita. По изначальной задумке игра должна была использовать GPS и дополненную реальность, но в процессе разработки от этой идеи отказались. На раннем этапе разработки Tearaway носила название Sandpit и должна была содержать открытый мир. Персонажа, получившего имя Йота, изначально звали Ула (англ. Oola) и он имел другой дизайн.

## Оценки прессы и награды
| Сводный рейтинг       | Сводный рейтинг            |
| Агрегатор             | Оценка                     |
| --------------------- | -------------------------- |
| GameRankings          | Vita: 87,52 % PS4: 81,75 % |
| Metacritic            | 87/100                     |
| OpenCritic            | 87/100                     |
| Иноязычные издания    |                            |
| Издание               | Оценка                     |
| CVG                   | 9/10                       |
| Destructoid           | 10/10                      |
| Edge                  | 9/10                       |
| Eurogamer             | 8/10                       |
| Famitsu               | 36/40                      |
| GameSpot              | 8/10                       |
| IGN                   | 9,3/10                     |
| Hardcore Gamer        | 3,5/5                      |
| Русскоязычные издания |                            |
| Издание               | Оценка                     |
| 3DNews                | 10/10                      |
| PlayGround.ru         | 9,0/10                     |
| StopGame.ru           | Изумительно                |
| «Игромания»           | 9,5/10                     |
| «Игры Mail.ru»        | 9,0/10                     |
| «Канобу»              | 8/10                       |
| «НИМ»                 | 9,0/10                     |
| Награды               |                            |
| Издание               | Награда                    |
| BAFTA                 | Best Family Game           |
| BAFTA                 | Best Mobile & Handheld     |
| BAFTA                 | Best Artistic Achievement  |

Игра была тепло встречена критиками и получила высокие оценки. Средняя оценка на сайтах-агрегаторах Metacritic и OpenCritic составляет 87 баллов из 100 возможных.
Большинство критиков хвалили графический стиль игры и подход к использованию возможностей PlayStation Vita. Сайт The Sixth Axis назвал использование возможностей управления фантастическим и повсеместным, оценив игру на 9/10. Критик IGN оценил игру на 9,3/10, и отметив, что это лучшая из игр которые он играл на PlayStation Vita, а её история простая, но рассказана замечательно. Популярный японский журнал Famitsu оценил игру на 36/40. Самым частым объектом критики становилась малая продолжительность игры

Tearaway удостоился награды за лучший графический дизайн от британского журнала Edge. Игра получила 8 номинаций на премию BAFTA в категориях «лучшая игра», «лучшая британская игра», «лучшая семейная игра», «лучшая мобильная или портативная игра», «лучший саундтрек», «художественное достижение», «игровой дизайн» и «инновации в играх». Tearaway победила в номинациях «лучшая мобильная или портативная игра», «художественное достижение», «лучшая семейная игра». 